# Johannes Hindsberg
Johannes Hindsberg (2. februar 1878 i København -  august 1940 i København) var en dansk professionel bokser. Hindsberg boksede sin første professionelle kamp engang i 1897 ved et af de første boksestævner, der blev arrangeret i Danmark. I debutkampen besejrede Hindsberg landsmanden Kim Møller ved et stævne i København, hvor også Jim Smith boksede. 
Der foreligger ikke oplysninger om yderligere kampe for Hindsberg, før end han atter deltog i boksekampe i 1907. Her er Hindsberg noteret for sejre i to professionelle kampe i Jylland. Herefter mødte Hindsberg Holger Hansen i København, hvor han opnåede uafgjort. Efter yderligere en sejr over Henning Hansen, er Hindsberg registreret for sit første nederlag, da han den 5. maj 1908 tabte til Waldemar Holberg i København. Sidste kamp i karrieren blev bokset tre år senere i 1911, da Hindsberg tabte til Charles Simonsen. 

## Eksterne links
- Rekordliste (Webside ikke længere tilgængelig) på Boxrec.com